# Bentley Silverstone
Bentley Silverstone – samochód sportowy klasy wyższej produkowany pod brytyjską marką Bentley w 1994 – 1995.

## Historia i opis modelu
Bentley Silverstone był jednym z pierwszych unikatowych samochodów z serii tworzonej przez łącznie kilkanaście różnych pojazdów, które brytyjska firma w latach 90. XX wieku zbudowała na wyłączne zamówienie sułtana Brunei, Hassanala Bolkiah. Monarcha w tym okresie intensywnie rozbudowywał swoją kilkutysięczną kolekcję samochodów, w której budowane na zmówienie Bentleye odegrały kluczową rolę. 
Silverstone był dwumiejscowym, luksusowym modelem o nietypowej dla Bentleya koncepcji nadwoziowej - samochód wyposażono bowiem w twardy składany dach, czyniąc go coupé-kabrioletem. Sylwetka wyróżniła się przez to nie tylko podłużną maską, ale i znacznie wydłużoną tylną częścią nadwozia mającą za zadanie chować jednoczęściowy, chowany dach. Stylistyka charakteryzowała się z kolei awangardowym wzornictwem, z reflektorami stworzonymi przez 4 odrębne klosze otoczone ciemnym wkładem i dużym, wyeksponowanym wlotem powietrza zdobionym chromem. Projekt opracował brytyjski dom projektowy Hawtal Whiting.
Do napędu Bentleya Silverstone wykorzystana została wzmocniona 6,75 litrowa jednostka napędowa V8, którą zapożyczono z innego modelu zbudowanego dla sułtana Brunei - Bentleya Continental R Sufacon. Silnik rozwijał w ten sposób moc 527 KM, umożliwiając sprint do 100 km/h w 5 sekund.

### Sprzedaż
Bentley Silverstone powstał na wyłączne zamówienie sułtana Brunei, stanowiąc wspólny projekt Bentleya i amerykańskiej firmy American Sunroof Corporation, która zajmowała się produkcją unikatowego samochodu w Detroit między 1994 a 1995 rokiem. Hassanal Bolkiah łącznie zamówił 6 sztuk, z czego każda z nich miała inny kontrastowy kolor nadwozia: m.in. czarny, srebrny, zielon i czerwony. Istnienie samochodu udokumentowano jedynie w latach 90., a jego losy po transporcie do Brunei pozostały nieznane.

### Silnik
- V8 6,75 l 527 KM